# 27-й укреплённый район
27-й Кексгольмский укреплённый район — воинское соединение СССР в Великой Отечественной войне.

## История
Сформирован как воинская часть в Ленинградском военном округе 7 июня 1941 года.
В действующей армии с 22 июня 1941 года по 10 августа 1941 года.
На 22 июня 1941 года укрепрайон гарнизоном не обладал (в наличии было только управление), позднее в состав района вошёл 269-й отдельный пулемётно-артиллерийский батальон. Как совокупность оборонительных сооружений район занимал фронт, шириной в 80 километров, при глубине от 5 до 15 километров, располагал 4 узлами обороны, с «вчерне» готовыми около 10 дотами. Только с развёртыванием 19-го стрелкового корпуса, укрепления района по границе были заняты с приказом прикрыть государственную границу на участке Ристилахти, Курманпохья и не допустить прорыв противника к Ладожскому озеру.
В первые дни августа 1941 года оборона района была прорвана финским 2-м армейским корпусом, отбросившим 142-ю стрелковую и 198-ю моторизованную дивизии к Ладожскому озеру.
10 августа 1941 года район расформирован.

## Состав
- 269-й отдельный пулемётно-артиллерийский батальон

## Подчинение
| Дата            | Фронт (округ)               | Армия      | Корпус (группа) | Примечания                    |
| --------------- | --------------------------- | ---------- | --------------- | ----------------------------- |
| 22.06.1941 года | Ленинградский военный округ | 23-я армия | -               | с 24.07.1941 — Северный фронт |
| 01.07.1941 года | Северный фронт              | 23-я армия | -               | -                             |
| 10.07.1941 года | Северный фронт              | 23-я армия | -               | -                             |
| 01.08.1941 года | Северный фронт              | 23-я армия | -               | -                             |

## Командование района
- Комендант: полковник Артюшенко, Павел Алексеевич — на 22.06.1941
- Начальник санитарной службы: военврач 2-го ранга Сокольский, Носуп Гиршевич[3]

## Командный состав 269-го опаб
- Командир: капитан Малахов, Семён Леонтьевич[4]